# Wolfgang Steiert
Wolfgang Steiert (ur. 19 kwietnia 1963 w Hinterzarten, zm. 12 grudnia 2024) – niemiecki skoczek narciarski, trener.

## Kariera skoczka
Pierwszy raz w Pucharze Świata wystąpił 30 grudnia 1981 w Oberstdorfie, gdzie zajął 49. miejsce. 1 stycznia 1982 zdobył pierwsze w karierze punkty Pucharu Świata, zajmując 15. miejsce w Garmisch-Partenkirchen. 18 grudnia 1982 w Cortinie d’Ampezzo zajął pierwszy raz w karierze miejsce w czołowej dziesiątce. 16 grudnia 1984 w Lake Placid po raz drugi był 10. 4 stycznia 1986 podczas trzeciego konkursu Turnieju Czterech Skoczni na Bergisel w Innsbrucku zajął najwyższe w karierze miejsce – ósme. W sezonie 1985/1986 zajął najwyższe w karierze miejsce w klasyfikacji końcowej PŚ – był 40.

## Kariera trenera
Od 1991 był trenerem skoczków narciarskich. Od 1991 do 1992 roku prowadził niemiecką kadrę B. W latach 1993–2003 był asystentem Reinharda Heßa na stanowisku trenera kadry A. W 2003 został pierwszym trenerem niemieckiej kadry A. Od 2004 trenował reprezentację Rosji. 24 lutego 2010, z powodu słabych wyników jego podopiecznych na Zimowych Igrzyskach Olimpijskich 2010 w Vancouver zrezygnował z funkcji trenera Rosjan.